# 林欣蓉
林欣蓉（Sin-Rong LIN，1998年7月3日—），台灣女子雪橇與雪車運動員、教練，出生於新北市，畢業於國立臺北教育大學體育學系，主攻單人雪橇與女子雪車項目，是推動台灣女子雪橇、雪車運動發展的重要先驅。
林欣蓉自2016年起開始參與雪橇比賽，同年即於亞洲盃雪橇錦標賽奪得B組青少年冠軍。2019年，她在亞洲盃女子組奪得亞軍，並首次代表台灣參加於拉脫維亞及德國舉辦的世界盃賽事，成為台灣史上首位參加世界盃的雪橇選手。2021／2022賽季，她以世界總排名第33名取得2022年北京冬季奧運女子單人雪橇比賽資格，成為台灣相隔24年再次出現的女子雪橇奧運代表。
奧運後，林欣蓉轉戰女子雪車（bobsleigh）項目，擔任舵手（pilot），展開新的運動生涯。她自2024年起參加國際雪車與鋼架雪車總會（IBSF）舉辦的北美盃與世界盃巡迴賽，並於2024/2025賽季多次在女子單人雪車（monobob）賽事中取得前六名成績。她成為台灣首位參與雪車國際賽事並獲得2025年世界雪車錦標賽參賽資格的女子舵手，並於賽季結束時世界排名進入前三十。
除了競技表現外，林欣蓉也積極參與教練與冬季運動推廣工作。她曾在美國、加拿大、德國、中國與韓國等地接受專業訓練，並運用所學指導台灣青年選手。2024年，她成功協助兩名青少年選手取得2024年冬季青年奧運資格，為台灣第一位女性雪橇教練，是台灣雪橇歷史上的重要里程碑。
林欣蓉致力於提升台灣冬季運動在國際舞台的能見度，長期投入基層發展與跨國訓練資源整合，目前選手積極參與國際奧會所辦之活動，期望透過自身經歷推動亞洲地區冬季運動與女性參與的多元發展。

## 2022年北京冬季奧林匹克運動會
2022年冬季奧林匹克運動會林欣蓉參加女子單人項目，第一趟以1:01.550排名第32，第二趟以1:01.057排名第29，第三趟以1:01.004排名第30，可惜無法晉級第四趟決賽，以總排第31名結束冬奧賽程，林欣蓉選手為睽違24年參加女子單人雪橇的選手。

## 外部連結
- 林欣蓉在FIL（英语）
- 林欣蓉在Olympedia（英语）
- Lin Sin-rong （页面存档备份，存于）